# شریل ماری باوئرز
شریل ماری باوئرز (۱۱ سپتامبر ۱۹۳۸ – ۱۵ ژانویه ۲۰۱۷)، که با نام سیل برگمن شناخته می‌شد، یک نقاش آمریکایی با اصالت سوئدی بود. آثار او که به عنوان پست‌مدرن شناخته می‌شود، بر محیط زیست و همچنین آگاهی زنانه تمرکز دارد.

## دوران حرفه‌ای اولیه
برگمن، که در آن زمان با نام شریل باوئرز شناخته می‌شد، ابتدا آموزش‌های لازم برای پرستار روان‌شناسی را دیده بود. در دهه ۱۹۶۰، او تحصیلات خصوصی خود را نزد نقاشان پرتره پیتر بلو و وینسنت پرز آغاز کرد، در حالی که به عنوان یک پرستار ثبت‌نام‌شده در زایمان مشغول به کار بود.
او جایزه نخست نقاشی را در مسابقه جک لندن، اوکلند، دریافت کرد و سپس به تحصیلات خود ادامه داد. در سال ۱۹۷۳، او مدرک هنرهای زیبا در نقاشی با افتخار از مؤسسه هنر سان‌فرانسیسکو تحت نظر فرد مارتین دریافت کرد، در حالی که در سمینارهای تحصیلات تکمیلی در دانشگاه کالیفرنیا، برکلی با رابرت هادسون و پیتر پلگنز شرکت می‌کرد.

## آثار

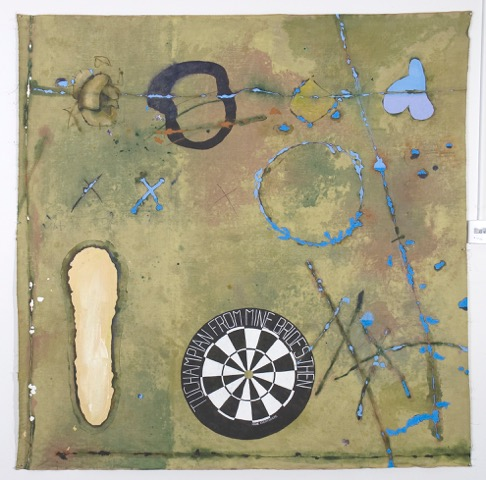
سیل برگمن، نقشه راهنمای معنوی برای مرد غربی مدرن

آثار برگمن عمدتاً شامل نقاشی‌ها، طرح‌ها، چاپ‌ها، عکاسی‌ها، ساختارها و نثرهایی است که از استعاره‌های آب، گل سرخ و گلبرگ‌های گل سرخ استفاده می‌کند. نقاشی‌های او در اواسط دهه ۱۹۸۰ جنبه‌هایی از الهه‌ها را با استفاده از نمادهای ناخودآگاه جمعی به تصویر کشید.
در سال ۱۹۸۷، برگمن به افزایش نگرانی‌ها دربارهٔ بازیافت پلاستیک در اثر خود با عنوان «دریای ابرها، چه کاری می‌توانم انجام دهم»، که در انجمن هنر معاصر سانتا باربارا به نمایش درآمد، پرداخت. این چیدمان فراگیر، تمام فضای گالری را با هفت کانتینر پر از زباله پلاستیکی غیرقابل تجزیه که از چهار مایل از ساحل سانتا باربارا در طول سه یا چهار ماه جمع‌آوری شده بود، پر کرده بود. این نصب شامل نقاشی‌های دیواری، صدا، ویدئویی که توسط هنرمند نوشته و فیلم‌برداری شده بود، عکاسی، دایره مدیتیشن، نوشتار و یک معبد نیایش با چوب‌های دعا و مشارکت تعاملی بازدیدکنندگان از نمایشگاه بود. این چیدمان شبیه یک سایت خاکستر پس از هسته‌ای بود: کف گالری پر از توده‌های پراکنده پلاستیک بود که از سقف آویزان شده بودند و با آرد پاشیده شده بود. پس از بسته شدن نمایشگاه، شش کانتینر برای جمع‌آوری زباله‌ها نیاز بود.

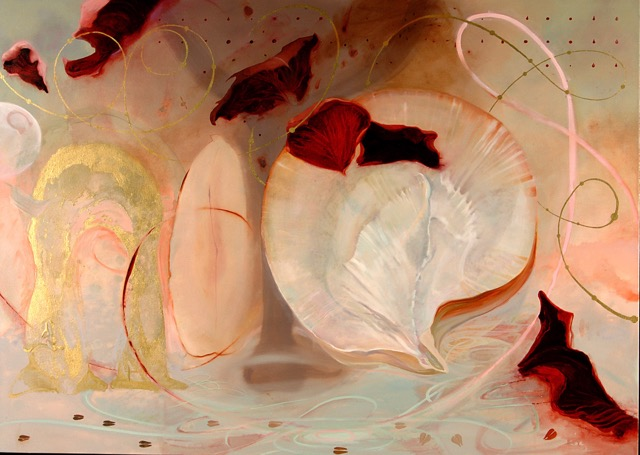
سیل برگمن، همدلی او

## پلاصفالت
برگمن با درک این که پلاستیک، مانند آسفالت، یک محصول نفتی است، نظریه‌ای مطرح کرد که پلاستیک می‌تواند بازیافت شده و برای ساخت بزرگراه‌ها استفاده شود. او این ایده را به شریک سابق خود گری فیشبک مطرح کرد که این ایده را تحت نام تجاری پلاصفالت™ ثبت کرد. پلاصفالت از پلاستیک بازیافتی ساخته می‌شود که به ماده‌ای برای جذب گرما تبدیل شده و به آسفالت افزوده می‌شود تا جایگزینی برای مواد آلاینده نفتی و هیدروکربنی باشد. با اینکه در آن زمان ۱۰٪ گران‌تر از آسفالت معمولی بود، اما پلاصفالت ۲۵٪ عمر طولانی‌تری داشت. در سال ۲۰۰۲، از پلاصفالت برای تقویت یک بخش دو مایلی از بزرگراه آی-۲۵ در ایالت نیومکزیکو استفاده شد. این پروژه و مواد آن را فیشبک و اریک باوئرز (پسر برگمن) از شرکت فناوری تیوا توسعه دادند و موفق شدند ۲۷٪ از کل زباله‌ها را به‌جای دفن، در ساخت بزرگراه به‌کار ببرند. در آن زمان، بهترین منابع تأمین محلی تیوا شامل شرکت‌هایی مانند فیلیپس، اینتل، کوکاکولا و آزمایشگاه‌های ملی سندیا بودند.
. متأسفانه به دلیل عدم حمایت دولت محلی، شرکت ورشکست شد. با این حال، پلاصفالت اکنون برای ساخت جاده‌ها در چین و هند استفاده می‌شود. طبق گفته مایکل والنتی، نویسنده کتاب پلاستیک به‌علاوه آسفالت می‌شود «پلاصفالت» مزیت استفاده از پلاستیک در آسفالت این است که نفوذناپذیری پلاستیک موجب بهبود ضدآب بودن پلاصفالت می‌شود، که آن را مقاوم‌تر در برابر باران، برف یا یخ می‌سازد. یکی از مزایای فرایند پلاصفالت این است که به خوبی با پلاستیک‌های مخلوط‌شده مانند پلی‌اتیلن با چگالی بالا و پلی‌تترافلورواتیلن کار می‌کند. همچنین نیاز به جداسازی پرزحمت انواع مختلف پلاستیک‌ها ندارد، مانند سایر تکنیک‌های بازیافت. طبق گفته دنیس ایگان، مهندس مکانیک در شرکت پلاصفالت پروجکت لیمیتد، برای پخش یک مایل جاده به ۱۰۰ تا ۲۰۰ تن پلاصفالت نیاز است.

## موقعیت‌های دانشگاهی
پس از تدریس در دانشگاه کالیفرنیا، برکلی از سال ۱۹۷۳ تا ۱۹۷۵ و آموزش در دانشگاه اورگن از سال ۱۹۷۵ تا ۱۹۷۶، برگمن استاد تمام در دانشگاه کالیفرنیا، سانتا باربارا شد و از سال ۱۹۷۶ تا ۱۹۹۴ در آنجا تدریس کرد. او در دوران حضورش در دانشگاه سانتا باربارا، عضو کمیته اقدام مثبت سنای علمی بود و در زمینه آموزش و استخدام زنان فعالیت داشت.

## زندگی شخصی
برگمن از ازدواج خود با لین فرانکلین باوئرز، صاحب دو فرزند شد. در سال ۱۹۸۸، این هنرمند تصمیمی معنوی و ضروری گرفت و در پنجاه‌سالگی، نام خود را به‌صورت قانونی از شریل ماری باوئرز به سیل برگمن تغییر داد تا از مادربزرگ سوئدی‌اش، اما جوزفین برگمن، تجلیل کند. در اثر خون، شیر، آب، پژوهشگر دکتر وندی استاینر توضیح می‌دهد: «نام او خود نشان‌دهنده چنین تغییری است - از شریل باوئرز به سیل برگمن - که به چشم‌اندازی از آسمان و کوه تبدیل می‌شود، که پس‌زمینه‌ای معمول در نقاشی‌های اوست.»